# Pseudachlamys penicillata
Pseudachlamys penicillata là một loài bọ cánh cứng trong họ Cleridae. Loài này được Duvivier miêu tả khoa học năm 1892.